# Phasiophyto fumifera
Phasiophyto fumifera är en tvåvingeart som beskrevs av Townsend 1919. Phasiophyto fumifera ingår i släktet Phasiophyto och familjen parasitflugor.
Artens utbredningsområde är Peru. Inga underarter finns listade i Catalogue of Life.